# عيسى بن جعفر الأكبر
عِيسَى بنُ جَعْفَر اَلأكْبَر (توفي في 16 رمضان 172 هـ / 20 فبراير 789 م) أمير عَبَّاسيّ فهو ابن الأمير جَعْفَر الأكْبَر وجُدُّهُ الخليفة العَبَّاسيّ الثاني أبوُ جَعْفَر اَلمَنصُور، كان من وُجوهِ بَنو هاشِم وقد تولَّى وِلاية اَلبَصْرة لِثلاث مَرَّات في عَهدِ عَمِّهِ اَلخَليفة هارُون الرَّشيد.

## قصته مع موسى الكاظم
حسب مصادِر شيعيَّة، أراد الخَليفة هارُون الرَّشيد القيام بالحَجّ فدخل على طَريقَهِ المدينة المنورة فاستقبله موسى بن جَعفر في جَماعة من الأشراف فلمّا دخلها واستقرّ ومضى كلٌّ إلى سبيله ذهب موسى الكاظم على عادته إلى المسجد وأقام الرشيد إلى الليل وصار ۵ إلى قبر رسول اللّه صلى الله عليه و آلهفقال : يا رسول اللّه إنّي أعتذر إليك من أمر اُريد أن أفعله وهو أن احبس موسى بن جعفر (الكاظم) فإنه يريد التشتيت بين اُمّتك وسفك دمائهم، وإنّي اُريد حقنها، ثُمَّ خَرَج وقَيَّد مُوسى الكاظم، وأوصى الرَّشيد أن يُسلَّم إلى والي اَلبَصْرة آنذاك عيسى بنُ جَعفر، فسلَّموهُ إليه وحبَسَهُ سَنَة.
وبعد مُرورِ سَنَة، كتب إليه الرَّشيد في سفك دمه وإراحتِهِ مِنه، فاستدعى الأمير عيسى بن جعفر بعض مُستشاريه وثُقاتِه الذي يأخذ بمَشورَتِهِم فاستشارهم بعد أن أراهم ما كتبه الرَّشيد، فقالوا : نشير عليك بالاستعفاء من ذلك وأن لاتقع فيه، فكتب عيسى بن جعفر إلى الرشيد يقول : يا أمير المؤمنين كتبت إليَّ في هذا الرجل -يقصد موسى الكاظم- وقد اختبرته طول مقامه في حبسي بمن حبسته معه عيناً عليه -جاسوساً- لتنظروا حيلته وأمرُه وطويته بمن له المعرفة والدراية ويجري من الإنسان مجرى الدم، فلم يكن منه سوء قطّ، ولم يذكر أمير المؤمنين إلاّ بخير، ولم يكن عنده تطلّع إلى ولاية ولاخروج ولا شيء من أمر الدنيا، ولاقطّ دعا على أمير المؤمنين ولا على أحد من الناس، ولايدعو إلاّ بالمغفرة والرحمة له ولجميع المسلمين، مع ملازمته للصيام والصلاة والعبادة، فإن رأى أمير المؤمنين أن يعفيني من أمره وينفذ مَن يتسلّمه منّي و إلاّ خلّيت سبيله فإني منه في غاية الحرج.
فلمّا بلغ الرشيد كتاب عيسى بن جعفر كتب إلى السندي بن شاهَك أن يتسلّم موسى الكاظم من واليَ البَصْرة عيسى وأمره فيه بأمر، فكان الّذي تولّى به قتله السندي أن يجعل له سمّا في طعام وقدّمه إليه، وقيل في رطب، فأكل منه موسى بن جعفر عليه السلام ثمّ إنه أقام موعوكاً ثلاثة أيام وتُوفي.